# Buku
Ne doit pas être confondu avec Buku (Ako).

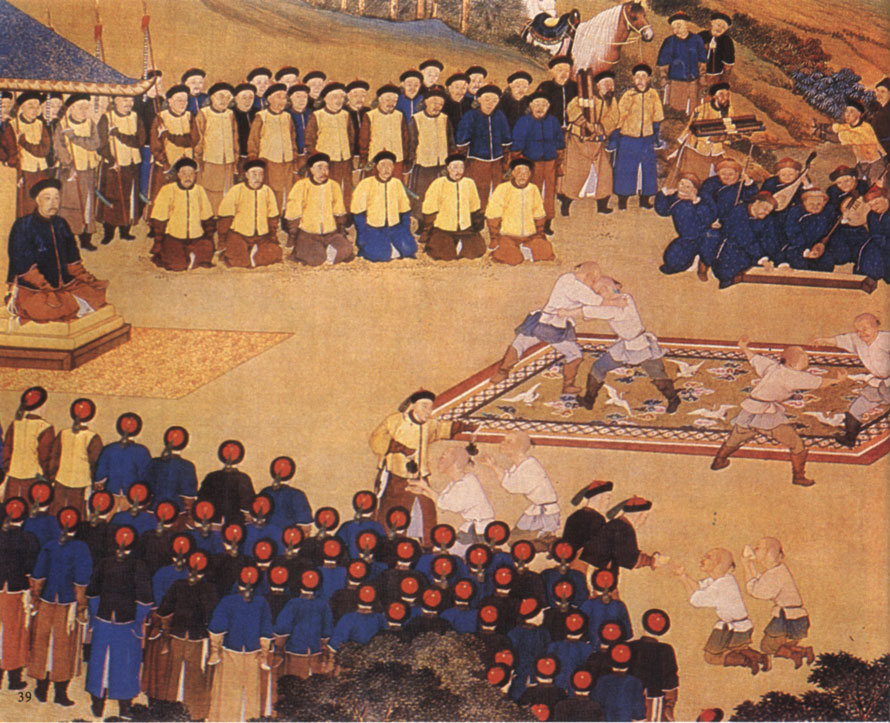
combats de buku à la cour de la Dynastie Qing

Le buku (terme mandchou : ᠪᡠbuku, en chinois simplifié : 布库 ; pinyin : bùkù) est une forme de lutte, mandchoue, c'est une forme de spectacle prépondérante de la culture mandchoue.
À rapprocher du bökh, lutte mongole.

## Histoire
La plus ancienne trace de ce sport est le 《拔里速戏》, bá lǐ sù xì, « spectacle de tirer rapidement la doublure d'un vêtement » des Jurchens, hérité de la culture des Khitans, peule mongol. C'est sans doute la raison de la proximité du buku avec le bökh. Des mongols ayant gouverné pendant les dynasties Yuan et Ming, puis lors de l'invasion par Esen Taidji des Oïrats du territoire des Jurchens, la culture mongole imprégna largement la culture mandchoue, le boku n'est que l'une de ses particularité.
Jusqu'à l’établissement de la Dynastie des derniers Jin (1616 — 1636) (Amaga Aisin Gurun ou en chinois 后金, hòujīn), les gouverneurs ont beaucoup encouragé le buku. À son début, il ne s'agissait pas d'un divertissement, mais d'un entraînement militaire. Jusqu'alors, les principaux représentant de cet art étaient des Mongols. À partir de cette période, la buku mandchou a commencé à devenir un sport plus spécifique aux mandchous. À La transition entre la dynastie Ming (Han) et Qing, mandchoue, les traditions ont perduré. Lorsque des émissaires mongols se présentaient à la cour mandchoue, des compétitions étaient systématiquement organisées entre lutteurs mongols et lutteurs mandchous.